# Ala (aeronàutica)

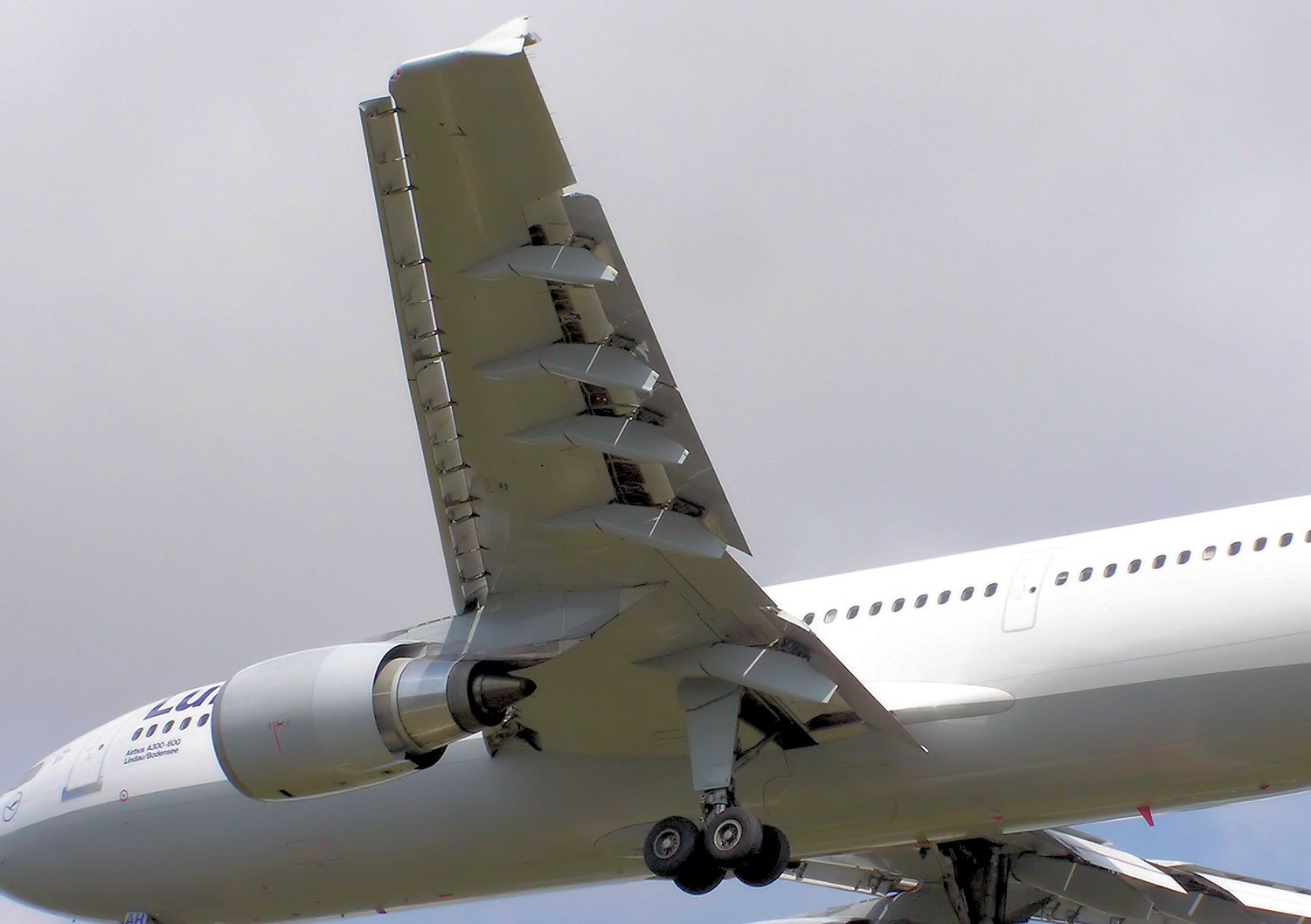
Ala d'un Airbus A300

Una ala en aeronàutica és el cos de perfil aerodinàmic capaç de generar una diferència de pressions entre el seu intradós i el seu extradós en desplaçar-se per l'aire de tal manera que es produeix sustentació. S'utilitza en les aeronaus i pot ser fixa, com la d'un avió, o giratòria com la d'un helicòpter. Les ales fixes solen ser simètriques respecte a un pla vertical i s'anomena semi-ala o ala a cadascuna de les dues parts en que les divideix aquest pla.
Els pioners de l'aviació van construir, emulant el vol de les aus, tot tipus d'artefactes dotats d'ales articulades que generaven corrents d'aire. Només quan van construir màquines amb ales fixes que es desplaçaven per l'aire en lloc de generar corrents, va ser possible el vol de màquines més pesants que l'aire. Encara que hi ha ales de tots els tipus i formes, totes obeeixen als principis explicats anteriorment.
Ja que és la part que proporciona la sustentació d'un avió, és la que més terminologia té associada per distingir les seves parts. Tot seguit es mostra aquesta terminologia.

## Components de l'ala

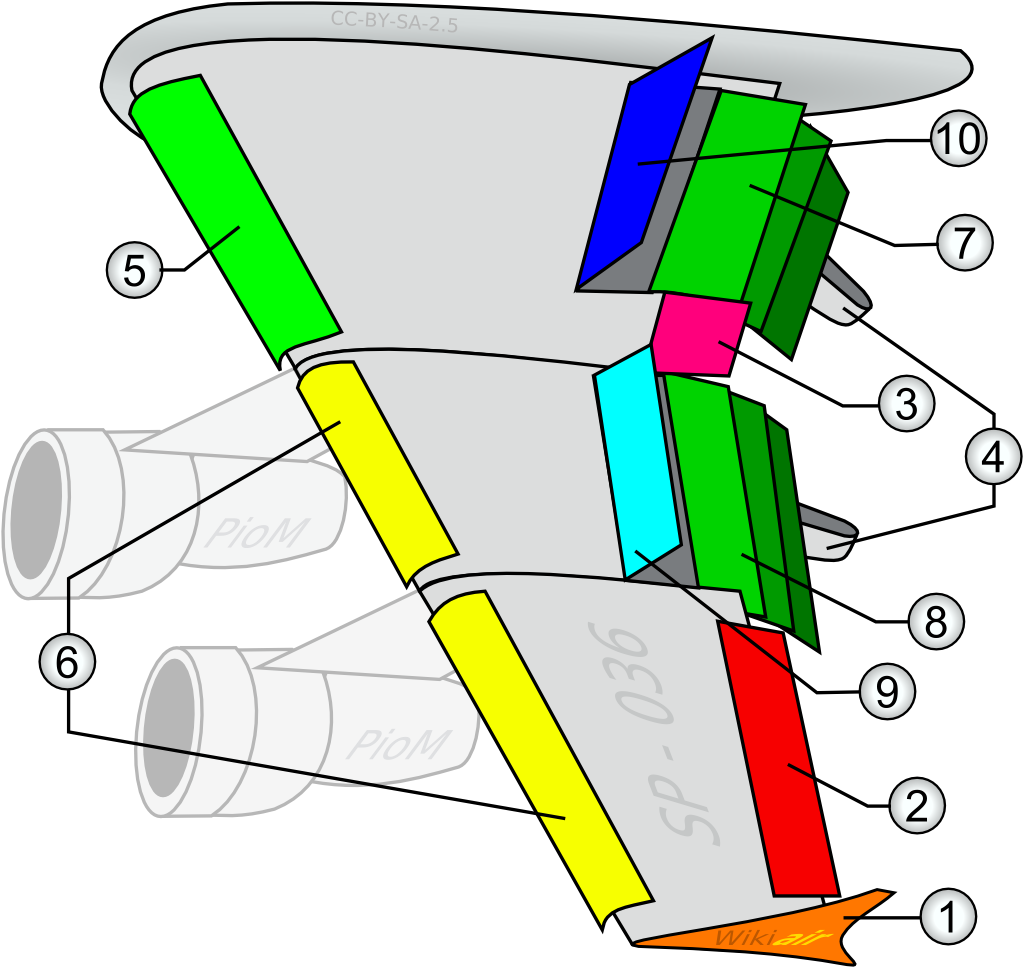
Parts del ala:
1. Winglet
2. Aleró de baixa velocitat
3. Aleró d'alta velocitat
4. Dispositiu hipersustentador
5. Dispositius hipersustentadors de Krüger
6. Slats
7. Flap de 3 sèries interior
8. Flap de 3 sèries exterior
9. Spoilers
10 Spoilers-Frens d'aire.

- Perfil d'ala: És la forma de la secció de l'ala, és a dir, el que veuríem si la talléssim transversalment. Excepte en el cas de les ales rectes (o rectangulars) en el qual tots els perfils són iguals, el més habitual és que els perfils que componen una ala siguin diferents; es van fent més petits i estrets cap als extrems de l'ala.
- Caire d'atac: És el caire (vora) davanter de l'ala, és a dir, la línia que uneix la part anterior de tots els perfils que formen l'ala o, dit d'una altra manera, la part de l'ala que primer contacta amb el flux d'aire.
- Caire de sortida: És el caire (vora) posterior de l'ala, és a dir, la línia que uneix la part posterior de tots els perfils de l'ala o, dit d'una altra manera, la part de l'ala per la qual el flux d'aire pertorbat per l'ala retorna al corrent lliure.
- Extradós: Part superior de l'ala compresa entre els caires d'atac i de sortida.
- Intradós: Part inferior de l'ala compresa entre els caires d'atac i de sortida.
- Gruix: Distància màxima entre l'extradós i l'intradós.
- Corda: És la línia recta imaginària traçada entre els caires d'atac i de caiguda de cada perfil.
- Corda mitjana: Com que els perfils de l'ala no acostumen a ser iguals sinó que van disminuint cap als extrems, el mateix passa amb la corda de cadascun. Per tant, en tenir cada perfil una corda diferent, es parla de corda mitjana.
- Línia del 25% de corda: Línia imaginària que s'obtendria en unir tots els punts situats a una distància del 25% de la longitud de la corda de cada perfil, distància mitjana començant pel caire d'atac.
- Curvatura (de l'ala des del caire d'atac al de caiguda). La curvatura superior es refereix a la de l'extradós; la curvatura inferior, a la de l'intradós. La curvatura mitjana és l'equidistant a ambdues superfícies. Encara que es pot donar en xifres absolutes, s'acostuma a expressar en tant per cent (%) de la corda.
- Superfície de l'ala: Superfície total corresponent a les ales.
- Envergadura: Distància entre els dos extrems de les ales. Per geometria simple, si multipliquem l'envergadura per la corda mitjana obtenim la superfície de l'ala.
- Fletxa: Angle que formen les ales (la línia del 25% de corda) respecte a l'eix transversal de l'avió. La fletxa pot ser positiva (els extrems de les ales estan orientats cap enrere respecte al fuselatge, que és el més habitual), neutra o negativa (els extrems estan avançats).

## Configuracions de les ales
Les ales es poden classificar segons diferents criteris.
Si fem una classificació segons la forma de les ales, les principals configuracions son:
- Ala de curvatura variable
- Ala en delta
- Ala en doble delta
- Ala el·líptica
- Ala en fletxa
- Ala en fletxa invertida
- Ala en doble fletxa
- Ala de geometria variable
- Ala ogival
- Ala recta de corda constant
- Ala trapezoïdal
- Canard

Recta de corda constant.
Trapezoïdal (recta estreta).
El·líptica
Fletxa
Fletxa invertida
Doble fletxa
Fletxa variable
Delta
Delta amb timons canard
Delta amb timons del darrere
Doble delta
Ogival